# Campeonato Africano Sub-17 de 2005
El Campeonato Africano Sub-17 de 2005 se jugó en dos ciudades de Gambia del 7 al 22 de mayo y contó con la participación de 8 selecciones infantiles de África provenientes de una fase eliminatoria.
El anfitrión Gambia venció en la final a Ghana para ser campeón del torneo por primera vez.

## Eliminatoria

### Ronda preliminar
| Equipo 1                 | Agr.  | Equipo 2 | Ida   | Vuelta |
| ------------------------ | ----- | -------- | ----- | ------ |
| Ruanda                   | 1 – 2 | Tanzania | 1 – 1 | 0 – 1  |
| República Centroafricana | 3 – 1 | Congo    | 3 – 0 | 0 – 1  |
| Botsuana                 | 2 – 4 | Lesoto   | 1 – 2 | 1 – 2  |
| Burundi                  | 2 – 1 | Namibia  | 1 – 1 | 1 – 0  |
| Somalia                  | w/o   | Eritrea  | –     | –      |
| Madagascar               | w/o   | Mauricio | –     | –      |

### Primera ronda
| Equipo 1     | Agr.      | Equipo 2                 | Ida   | Vuelta |
| ------------ | --------- | ------------------------ | ----- | ------ |
| Senegal      | 5 – 6     | Costa de Marfil          | 1 – 4 | 4 – 2  |
| Ghana        | 5 – 2     | Túnez                    | 3 – 1 | 2 – 1  |
| Mozambique   | 1 – 8     | Sudáfrica                | 0 – 3 | 1 – 5  |
| Sudán        | 1 – 0     | Eritrea                  | 1 – 0 | 0 – 0  |
| Zambia       | 1 – 4     | Tanzania                 | 1 – 2 | 0 – 2  |
| Malí         | 4 – 3     | Guinea                   | 3 – 1 | 1 – 2  |
| Sierra Leona | 1 – 1 (a) | Nigeria                  | 1 – 1 | 0 – 0  |
| Camerún      | 2 – 2 (a) | Burkina Faso             | 2 – 1 | 0 – 1  |
| Libia        | w/o       | Marruecos                | –     | –      |
| Etiopía      | w/o       | Egipto                   | –     | –      |
| Zimbabue     | w/o       | Madagascar               | –     | –      |
| Gabón        | w/o       | República Centroafricana | –     | –      |
| Angola       | w/o       | Lesoto                   | –     | –      |
| RD Congo     | w/o       | Burundi                  | –     | –      |

### Segunda ronda
| Equipo 1  | Agr.    | Equipo 2                 | Ida   | Vuelta |
| --------- | ------- | ------------------------ | ----- | ------ |
| Marruecos | 0 – 3   | Costa de Marfil          | 0 – 2 | 0 – 1  |
| Etiopía   | 2 – 4   | Ghana                    | 2 – 1 | 0 – 3  |
| Sudáfrica | 8 – 0   | Sudán                    | 5 – 0 | 3 – 0  |
| Tanzania  | 4 – 1 d | Zimbabue                 | 3 – 1 | 1 – 0  |
| Malí      | 4 – 1   | República Centroafricana | 3 – 0 | 1 – 1  |
| Angola    | 1 – 6   | Nigeria                  | 1 – 3 | 0 – 3  |
| Burundi   | 3 – 5   | Burkina Faso             | 2 – 0 | 1 – 5  |

## Fase de grupos
| Color                |
| -------------------- |
| Avanza a Semifinales |